# Penza
Penza (rusky Пе́нза) je město v Rusku, ležící v Povolží, 709 km od Moskvy (po železnici). Je centrem Penzenské oblasti. Žije zde 488 299 obyvatel (2024).

## Historie
Penza má svůj název podle řeky, na níž bylo město původně založeno. První osadníci zde vybudovali dřevěné domy bez jakéhokoliv plánu v roce 1663; v té době byla Penza pohraniční město. Roku 1793 tu bylo otevřeno první divadlo. Kamenné domy se zde začaly stavět až v 19. století. V roce 1917 a 1918 zde působily Československé legie (Penzenská dohoda).

## Průmysl
Po druhé světové válce zde byl vybudován závod na výrobu hodinek značky Poběda.
Ve městě se vyrábějí zařízení a stroje pro těžbu ropy, hodinky a elektrotechnika. Také se zde vyrábí papír.

## Významné budovy a instituce
Protože je město centrem celé oblasti, nacházejí se zde univerzity. Je jich celkem pět (Státní technická univerzita, Pedagogická univerzita, Zemědělská akademie, Technologický institut a Institut stavitelství) Také se zde nachází dalších 13 vysokých škol a 77 nižších škol. Byly tu také vybudovány čtyři muzea, tři divadla a tři galerie, z nichž nejznámější je Velká obrazárna.

## Partnerská města
- Békéscsaba, Maďarsko (1970)
- Lan-čou, Čína
- Mogilev, Bělorusko
- Mytišči, Rusko
- Omsk, Rusko
- Pusan, Jižní Korea (2006)
- Ramat Gan, Izrael (2007)
- Skopje, Severní Makedonie
- Tambov, Rusko

## Osobnosti města
- Nikolaj Bachmetěv (1807–1891), ruský hudební skladatel a houslista
- Vsevolod Mejerchold (1874–1940), ruský avantgardní režisér
- Pjotr Aršinov (1887–1943), ruský revolucionář, zpočátku bolševik a později anarchista
- Ivan Mozžuchin (1889–1939), ruský filmový herec
- Konstantin Badigin (1910–1984), ruský sovětský spisovatel a kapitán dálné plavby
- Vasilij Pěrvuchin (* 1956), ruský hokejový obránce
- Alexandr Koževnikov (* 1958), ruský hokejový útočník
- Alexandr Gerasimov (1959–2020), ruský hokejový útočník
- Sergej Světlov (* 1961), ruský hokejový útočník
- Sergej Jašin (1962–2022), ruský hokejový útočník
- Alexandr Samokuťajev (* 1970), původně pilot ruského vojenského letectva, od května 2003 kosmonaut
- Vitalij Aťušov (* 1979), ruský hokejový obránce
- Jelena Dembová (* 1983), řecká šachistka
- Pjotr Kočetkov (* 1999), ruský hokejový brankář